# 黎巴嫩流动性危机
黎巴嫩流动性危机是指2010年代末至2020年代初黎巴嫩境內爆發的一场金融危机。2019年8月，黎巴嫩流動性危機開始爆發。2019冠狀病毒病黎巴嫩疫情和2020年貝魯特爆炸事故进一步加剧了流動性危機。

## 背景
自1997年以来，黎巴嫩鎊一直与美元挂钩，汇率为每1美元兌1,507.5黎巴嫩镑。
黎巴嫩战后的经济依赖于外汇，这对於維持該國的固定汇率至关重要。
2016年，黎巴嫩的外資流入速度開始放緩。2015年5月至2016年5月期間，该国的美元流动性11年来首次下降。
2018年底，一些商业银行就开始限制储户提取美元现金。2019年8月，由于黎巴嫩政府财政困难，甚至黎巴嫩政府债务违约的可能性越来越大，黑市汇率開始高於官方汇率。
2019－2021年黎巴嫩抗議爆發之后，黎巴嫩境內的商业银行关闭了两周。当商业银行重新开放时，商业银行仍然限制储户提取自己的美元現金。 
由于黎巴嫩境内美元严重短缺，這导致黎巴嫩镑迅速贬值，美元黑市汇率大幅波动。2019年第四季度，黑市上的汇率已达到每1美元兌1,600黎巴嫩镑，并在2020年4月升至1美元兌3,000黎巴嫩镑，2021年6月的匯率已升至1美元兌15,200黎巴嫩镑。由於貨幣貶值，2019年9月至2020年2月期间，黎巴嫩境內有785家餐馆和咖啡馆关闭，25,000名员工因而失业。10月後，黎巴嫩的消费品价格上涨了580%。
2019年开始，黎巴嫩中央银行印制了大量黎巴嫩镑，這又使得黎巴嫩镑進一步貶值。2019年12月至2021年12月期間，黎巴嫩的货币供应量M1增长了266%。

## 结果
黎巴嫩鎊的汇率下跌引发了2019－2021年黎巴嫩抗議，最终导致黎巴嫩總理萨阿德·哈里里及其内阁辞职。在此之后，2019冠狀病毒病黎巴嫩疫情又使得更多企业倒閉，許多员工因此失業。
截至2020年4月，該國的債務占GDP的比例達到170%。黎巴嫩的主权债务被评为垃圾级。
由於貨幣贬值，該國的購買力下降，因此小麦和石油等必需品的價格相對於危機前要高得多。由於银行已停止向企业提供短期贷款，這使得企業從黑市借錢。此外黎巴嫩還出現了通货膨胀，贫困人口開始增加。2020年3月，该地区的蚕豆价格比去年同期上涨了550%。糖價格上涨了670%，而小麦、茶叶、大米和香烟價格上涨了近1000%。由於銀行儲戶存款難以提現，因此不少人轉而购买房地产。黎巴嫩房地产开发商Solidere公司的土地销售收入从危機前的近130万美元升至2.345 亿美元。還有一些人轉而购买Solidere公司的股票，這使得該公司的股價上涨了500%。在700万黎巴嫩人中，约80%处于贫困线以下。2021年8月11日，黎巴嫩银行決定不再提供燃料补贴，该决定导致該國的燃料价格大幅上涨。 2021年10月9日，由于該國的两个最大发电廠Zahrani和Deir Ammar的燃料耗尽，该国一度停電24小時。該國的電企每天只能提供几个小时的电力，因为這些電企燃料短缺。
2022年9月19日至21日，由於储户抢劫银行事件频发，黎巴嫩的银行网点暫時關閉。
2023年2月7日，黎巴嫩银行员工決定无限期罢工，只有ATM可以正常使用。2月16日，黎巴嫩镑对美元的平行市场汇率跌破80000：1，创历史新低。抗议者在贝鲁特多家银行前燃烧轮胎并投掷石块砸毁店面。